# Leontyne Price
Mary Violet Leontyne Price (Laurel, 10 februari 1927) is een Amerikaans operazangeres (sopraan). Ze was het bekendst voor haar Verdi-vertolkingen, met name de rol van Aida. Ze bereikte internationale roem in de jaren vijftig en zestig en werd de eerste zwarte superster van de Metropolitan Opera. Gedurende bijna veertig jaar was ze een van Amerika's meest geliefde sopranen. Ze ontving in totaal vijftien Grammy's.

## Biografie
Price was een vooraanstaand lirico spinto zangeres voor rollen van Giuseppe Verdi en Giacomo Puccini, maar ook in diverse opera's van Wolfgang Amadeus Mozart. Haar stembereik liep van een A onder de “midden” C tot een hoge E boven de hoge C. Haar stem staat bekend voor haar briljante hoge register, het rokerige hese geluid in de midden en lage registers, haar zachte "legato" uitspraak, en groot dynamisch bereik. Zelf omschreef ze dat als "soul in opera."
Ze is een dame met duidelijke uitspraken, van wie vele bon mots in de operageschiedenis bewaard zijn gebleven. Toen er discussie was of ze de rol van Minnie in Puccini's La Fanciulla del West zou zingen in Atlanta, waarschuwde de algemeen directeur van de Metropolitan Opera Rudolf Bing haar dat ze niet in hetzelfde gereserveerde hotel zou kunnen slapen als de rest van het gezelschap. Haar antwoord was "Maak u geen zorgen, meneer Bing, ik ben ervan overtuigd dat u voor mij en het paard een plaats zult kunnen vinden."
Nadat ze zich in 1985 uit de actieve uitvoeringspraktijk had teruggetrokken, gaf ze nog wel een tiental jaren recitals. Onder de vele blijken van erkenning zijn de Presidential Medal of Freedom (1965), de Kennedy Center Honors (1980), de National Medal of Arts (1985), niet minder dan dertien Grammy Awards, waaronder een speciale Lifetime Achievement Award in 1989, meer dan welke klassieke vocalist dan ook. In 2005 werd ze geëerd door Oprah Winfrey samen met 24 andere invloedrijke Afro-Amerikaanse vrouwen op het Legends Ball en verder werd ze opgenomen in de Mississippi Musicians Hall of Fame.
In 2007 is in haar geboorteplaats het Leontyne Price Park geopend.